# Symplecis defectiva
Symplecis defectiva är en stekelart som beskrevs av Gabriel Strobl 1904. Symplecis defectiva ingår i släktet Symplecis och familjen brokparasitsteklar. Inga underarter finns listade i Catalogue of Life.